# Bruto Mastelli
Bruto Mastelli (Ficarolo, 13 oktober 1878 – Lugano, 9 oktober 1962) was een Italiaans componist, muziekpedagoog, dirigent en klarinettist.

## Levensloop
Mastelli studeerde aan de Accademia Filarmonica di Bologna bij Ilka Pelegatti en behaalde zijn diploma als uitvoerend klarinettist in 1910. Van 1912 tot 1914 doceerde hij in Saluzzo en werd instructeur voor blaasinstrumenten en dirigent van de plaatselijke banda. In 1914 verhuisde hij naar Lugano en werd tot 1921 tweede dirigent van het harmonieorkest Civica Filarmonica di Lugano. Eveneens werd hij dirigent van het plaatselijke mandolineorkest alsook voor een bepaalde tijd dirigent van de "Filarmonica Risveglio" di Canobbio. Hij was verder dirigent van de harmonieorkesten Società Filarmonica di Castagnola, de Filarmonica Pregassona Città di Lugano (1925-1928) en de Banda di Castel San Pietro Terme. 
Hij was zeer actief als klarinetleraar. In de jaren 1920 werd hij klarinettist in het Orchestra del Teatro Kursaal di Lugano onder leiding van Leopoldo Casella. Tijdens het winterseizoen verhuisde hij naar Sankt Moritz en was voor die tijd lid van het orkest "The Danfrj’s". In de jaren 1930 maakte hij sinds de oprichting van het orkest als klarinettist deel uit van het Omroeporkest onder leiding van Otmar Nussio. Later was hij nog bezig als bibliothecaris en klarinettist in het studio van Radio Monteceneri in Cassarate.  
Als componist schreef hij werken voor verschillende genres, onder andere een operette "Goal", werken voor orkest en harmonieorkest, kerkmuziek, vocale muziek en kamermuziek. Zijn Messa da Requiem droeg hij op aan de Zwitserse politicus Giuseppe Motta en hij werd onderscheiden door paus Pius XII voor zijn Preghiera alla Madonna. Zijn Inno Bianco Neri (Hymne Wit-Zwart) werd de inofficiële hymne van de voetbalclub Lugano.

## Composities

### Werken voor orkest
- Preghiera e pastorale

### Werken voor harmonieorkest
- 1928 Bella Lugano, mars
- Albana, Orientaalse mars
- Marcia nunziale
- Nostalgie ticinese, serenade

### Werken voor mandolineorkest
- Albana, Orientaalse mars
- Bella Lugano, mars
- Canti del Ticino, selectie voor zangstem en mandolineorkest
- Nostalgie ticinesi, voor zang en mandolineorkest
- Salus!, langzame wals

### Missen en andere kerkmuziek
- 1937 Missa Angeli Custodis, voor gemengd koor en orkest
- 1942 Messa da requiem, voor 2 solisten en harmonieorkest
- Ad Mariam Virginem laudes, voor kamerorkest
- Preghiera alla Madonna, voor zangstemmen en orkest – tekst: S. Colombo

### Muziektheater

#### Operette
| Voltooid in | titel | aktes       | première | libretto          |
| ----------- | ----- | ----------- | -------- | ----------------- |
| 1927        | Goal  | 3 bedrijven |          | Dany Vito Colonna |

### Vocale muziek

#### Werken voor koor
- Inno Bianco Neri (Hymne Wit-Zwart), voor gemengd koor of unisonokoor

#### Liederen
- 1945 Ticino, walslied voor zangstem en piano
- Al Monte, lied voor zangstem en orkest
- Canti del Ticino, voor zangstem en piano
- Canzone per il panettone, voor zangstem en instrumenten
- Canzoni ticinesi, voor zangstem en piano
- Sota la Pelgora, duet voor sopraan en tenor met dwarsfluit, gitaar en viool
- Terra, tango voor zangstem en instrumenten
- Traguardo, sportlied voor zangstem en instrumenten

### Kamermuziek
- Pastorale, kleine suite voor strijkkwartet
- Villanella, mazurka